# Манђелос
Манђелос је насеље у општини Сремска Митровица, у Сремском округу, у Србији. Према попису из 2022. било је 1099 становника.

## Историја
Оригинално име села је било Нађолас (велико италијанско село) па су га касније прекрстили у Манђелос. Најчешће воће са Фрушке горе је са манђелошких плантажних воћњака Врањаша и Мутаљ, као и квалитетне ракије. Са извора Врањаш у римско доба водом се снабдевао Сирмијум. Извор је и данас жив.
Северно од Сремске Митровице, на обронцима Фрушке горе, налази се село Манђелос.
На почетку XIX века (1802) завршена је менђелоска црква Св. Георгија. Та година записана је у горњем делу звоника. Грађевина је једнобродна, са олтарском апсидом на источној и звоником призиданим уз прочеље на западној страни. Наос је пресведен полуобличастим луцима и сводовима, и подељен на травеје. Фасаде су хоризонтално рашчлањене соклом, фризом и профилисаним кордонским венцем. Вертикално рашчлањавање постигнуто је пиластрима са капителима, а правоугаони, лучно завршени прозори украшени су профилисаним оквирима. Западни портал, фланкиран пиластрима, налази се у приземљу звоника, док се још један улаз налази на јужној страни храма. Прозори на звонику су истоветно украшени, а кордонски венац између спратова украшен је низом мутула. Високи иконостас са класицистичким формама резбарио је Марко Константиновић после 1816. Он је обликовао и певнице и владичански престо. За осликавање и позлату иконостаса и певница Црквена општина позвала је 1825. Георгија Бакаловића. Зидне слике су рад непознатог уметника из XIX века. У олтару су композиције: Христос на престолу и Милосрдни Христос; у своду над солејом насликан је Господ Саваот са јеванђелистима, а на западном зиду је патрон храма – св. Георгије. У цркви се налази и више икона Григорија Давидовића Опшића. Архитектонско-конзерваторски радови извођени су 1980.
Место је 1885. године било у Ердевичком изборном срезу са својом 941 душом.
У Манђелосу је 2014. основан и Манастир Светог Василија Острошког.

## Демографија
У насељу Манђелос живи 1189 пунолетних становника, а просечна старост становништва износи 38,0 година (36,8 код мушкараца и 39,1 код жена). У насељу има 474 домаћинства, а просечан број чланова по домаћинству је 3,23.
Ово насеље је великим делом насељено Србима (према попису из 2002. године).
|  |

| Демографија | Демографија | Демографија |
| Година      | Становника  | Становника  |
| ----------- | ----------- | ----------- |
| 1948.       | 995         |             |
| 1953.       | 1.019       |             |
| 1961.       | 1.263       |             |
| 1971.       | 1.418       |             |
| 1981.       | 1.516       |             |
| 1991.       | 1.478       | 1.429       |
| 2002.       | 1.533       | 1.610       |

| Етнички састав према попису из 2002.‍ | Етнички састав према попису из 2002.‍ | Етнички састав према попису из 2002.‍ | Етнички састав према попису из 2002.‍ | Етнички састав према попису из 2002.‍ |
| ------------------------------------ | ------------------------------------ | ------------------------------------ | ------------------------------------ | ------------------------------------ |
|                                      |                                      |                                      |                                      |                                      |
| Срби                                 | Срби                                 |                                      | 1.503                                | 98,04%                               |
| Украјинци                            | Украјинци                            |                                      | 4                                    | 0,26%                                |
| Мађари                               | Мађари                               |                                      | 4                                    | 0,26%                                |
| Југословени                          | Југословени                          |                                      | 4                                    | 0,26%                                |
| Хрвати                               | Хрвати                               |                                      | 3                                    | 0,19%                                |
| Црногорци                            | Црногорци                            |                                      | 1                                    | 0,06%                                |
| непознато                            | непознато                            |                                      | 2                                    | 0,13%                                |

| Година пописа     | 1948. | 1953. | 1961. | 1971. | 1981. | 1991. | 2002. |
| ----------------- | ----- | ----- | ----- | ----- | ----- | ----- | ----- |
| Број домаћинстава | 272   | 281   | 358   | 377   | 401   | 421   | 474   |

| Број чланова      | 1  | 2   | 3  | 4   | 5  | 6  | 7  | 8 | 9 | 10 и више | Просек |
| ----------------- | -- | --- | -- | --- | -- | -- | -- | - | - | --------- | ------ |
| Број домаћинстава | 76 | 110 | 79 | 110 | 51 | 35 | 10 | 2 | 1 | 0         | 3,23   |

| Пол    | Укупно | Неожењен/Неудата | Ожењен/Удата | Удовац/Удовица | Разведен/Разведена | Непознато |
| ------ | ------ | ---------------- | ------------ | -------------- | ------------------ | --------- |
| Мушки  | 592    | 169              | 388          | 24             | 11                 | 0         |
| Женски | 661    | 131              | 400          | 117            | 12                 | 1         |
| УКУПНО | 1.253  | 300              | 788          | 141            | 23                 | 1         |

| Пол    | Укупно                    | Пољопривреда, лов и шумарство | Рибарство                            | Вађење руде и камена | Прерађивачка индустрија       |
| ------ | ------------------------- | ----------------------------- | ------------------------------------ | -------------------- | ----------------------------- |
| Мушки  | 302                       | 125                           | 0                                    | 0                    | 63                            |
| Женски | 137                       | 64                            | 0                                    | 0                    | 21                            |
| УКУПНО | 439                       | 189                           | 0                                    | 0                    | 84                            |
| Пол    | Производња и снабдевање   | Грађевинарство                | Трговина                             | Хотели и ресторани   | Саобраћај, складиштење и везе |
| Мушки  | 4                         | 16                            | 20                                   | 0                    | 18                            |
| Женски | 0                         | 2                             | 14                                   | 0                    | 1                             |
| УКУПНО | 4                         | 18                            | 34                                   | 0                    | 19                            |
| Пол    | Финансијско посредовање   | Некретнине                    | Државна управа и одбрана             | Образовање           | Здравствени и социјални рад   |
| Мушки  | 0                         | 0                             | 26                                   | 4                    | 5                             |
| Женски | 1                         | 0                             | 5                                    | 8                    | 17                            |
| УКУПНО | 1                         | 0                             | 31                                   | 12                   | 22                            |
| Пол    | Остале услужне активности | Приватна домаћинства          | Екстериторијалне организације и тела | Непознато            | Непознато                     |
| Мушки  | 6                         | 0                             | 0                                    | 15                   | 15                            |
| Женски | 0                         | 0                             | 0                                    | 4                    | 4                             |
| УКУПНО | 6                         | 0                             | 0                                    | 19                   | 19                            |

## Знаменитости
- Православна црква Светог Георгија — непокретно културно добро од великог значаја
- Манастир Светог Василија Острошког

## Познати становници
- Бошко Палковљевић Пинки, учесник Народноослободилачке борбе и народни херој Југославије
- Светозар Џанић, фудбалер
- Мирослав Богосавац, фудбалер